# Lophotrochozoa
Lophotrochozoa is een omvangrijke clade binnen de Eumetazoa (orgaandieren). Het zijn tweezijdig symmetrische dieren waarvan sommige vertegenwoordigers een tentakelkrans hebben rond de mond. De groep wordt tot de Protostomia gerekend: ze kenmerken zich door een embryonale ontwikkeling waarin zogenaamde spiraalklievingen optreden. De Lophotrochozoa is een zustergroep van de Ecdysozoa, protostome dieren die vervelling vertonen.
De twee belangrijkste fyla die tot de Lophotrochozoa behoren zijn weekdieren en ringwormen. Dat deze twee fyla verwant zijn blijkt onder meer uit de trochophora, een larvestadium dat zowel bij wormen als bij sommige slakken voorkomt. Onder de Lophotrochozoa vallen ook vier minder bekende fyla, zoals de snoerwormen (Nemertea), armpotigen (Brachiopoda), hoefijzerwormen (Phoronida) en mosdiertjes (Bryozoa). Dit zijn voornamelijk kleine, eenvoudig gebouwde dieren met een zacht of weekhuidig lichaam.

## Taxonomie
In deze groep zijn de stammen opgenomen die voorheen in de superstam Lophophorata werden geplaatst: de hoefijzerwormen (Phoronida), de mosdiertjes (Ectoprocta) en de armpotigen (Brachiopoda). Daarnaast omvat Lophotrochozoa de voorheen in de superstam Trochozoa geplaatste stammen: ringwormen (Annelida, waarin opgenomen Echiura, Pogonophora, Vestimentifera en mogelijk de Sipunculida), weekdieren (Mollusca) en snoerwormen (Nemertea). Verder worden nu in de groep geplaatst: kransdiertjes (Cycliophora), kelkwormen (Entoprocta), buikharigen (Gastrotricha), tandmondwormen (Gnathostomulida), Micrognathozoa, platwormen (Platyhelminthes) en raderdieren (Rotifera). Soms worden ook de pijlwormen (Chaetognatha) nog in deze groep geplaatst, maar in recentere publicaties worden die als een basale groep van de Protostomata buiten de Lophotrochozoa en de Ecdysozoa geplaatst.